# 福賽斯縣 (北卡羅萊納州)
福賽斯县（英語：Forsyth County）是美国北卡罗来纳州北部的一個縣，面積1,069平方公里。根據2020年美國人口普查，共有人口38萬2,590人。縣治溫斯頓-撒冷（Winston-Salem）。該縣成立於1849年，縣名紀念在1812年战争中戰死的班傑明·福賽斯。